# L'Épouvantail (film, 2020)
Pour les articles homonymes, voir L'Épouvantail.
Pour plus de détails, voir Fiche technique et Distribution.
L'Épouvantail (titre original : Пугало) est un film dramatique russe en langue iakoute réalisé par Dmitri Davydov (ru) et sorti en 2020.

## Synopsis
Les gens l'évitent et la craignent, mais se rendent à sa porte parce qu'elle est la seule à pouvoir résoudre les problèmes de toute nature. Elle est guérisseuse, ermite, sainte et alcoolique. Elle sait que la grâce salvatrice qu'elle applique est en train de la ruiner.

## Fiche technique
- Titre français : L'Épouvantail[1]
- Titre original russe : Пугало, Pougalo[2],[3]
- Réalisation : Dmitri Davydov (ru)
- Scénario : Dmitri Davydov
- Photographie : Ivan Semionov
- Montage : Stepan Bournachev
- Musique : Sergueï Iarmonov
- Décors : Tamara Ivanova
- Production : Dmitri Davydov
- Société de production : Bonfire Productions
- Pays de production :  Russie
- Langue originale : iakoute
- Format : couleurs
- Genre : drame
- Durée : 72 minutes
- Dates de sortie : 
  - Russie : 14 septembre 2020 (Kinotavr 2020) ; 25 février 2021 (sortie nationale)
  - France : 1er février 2021

## Distribution
- Valentina Romanova-Tchyskyyraï : l'épouvantail
- Nikolaï Vidanov : le détective
- Anatoli Stroutchkov : l'agent de police
- Arthur Zakharov : Stepan
- Anilena Gourieva ; Marfa
- Sargylana Loukovtseva : la femme de Stepan